# Nicola Arena
Nicola Arena (Isola di Capo Rizzuto, 20 agosto 1937 – Isola di Capo Rizzuto, 11 giugno 2022) è stato un mafioso italiano, appartenente alla 'Ndrangheta.

## Biografia
Capobastone della cosca degli Arena e incluso dalla Direzione centrale della polizia criminale nell'elenco dei latitanti di massima pericolosità, è stato anche inserito nella lista dei 30 latitanti più ricercati d'Italia. È stato arrestato il 6 luglio del 1996 per reati plurimi di associazione di tipo mafioso.
Nel 2010 riceve una nuova condanna a 6 anni di carcere per rapina ed estorsione.